# Intro (canción de The xx)
«Intro» es la canción con la que abre el primer álbum de estudio del grupo indie británico The xx, publicado en 2009. Fue compuesta como una obra instrumental por el grupo y producida por uno de sus integrantes, Jamie xx. La canción fue recibida positivamente por la crítica, además de obtener comparaciones con las obras de otros grupos como Casiokids e Interpol. Analizada por The Daily Telegraph, el medio la valoró como una canción factible para ser "televisable", jugando con la posibilidad de ser utilizada como telón musical en series, anuncios de televisión, eventos y espectáculos.

## Producción
La producción de "Intro" fue llevada a cabo por el guitarrista e integrante del propio grupo, Jamie xx, quien anteriormente había trabajado como productor y mezclador. La grabación y la mezcla se llevaron a cabo entre diciembre de 2008 y mayo de 2009 en XL Studios, un estudio de grabación de XL Recordings ubicado en Londres. Rodaidh McDonald diseñó la pista y también trabajó ayudando al grupo en las mezclas. Romy Madley Croft y Baria Qureshi tocaron la guitarra, siendo este último un tecladista de la canción, mientras que Oliver Sim fue el bajista. Finalmente, la masterización fue realizada por Nilesh Patel en otro estudio londinense, The Exchange, ubicado en Camden.

## Composición
"Intro" fue compuesta por Baria Qureshi, Jamie xx, Oliver Sim y Romy Madley Croft. Es una canción instrumental con una duración de poco más de dos minutos ejecutada en clave de La menor, con una progresión de acordes de Fa a La menor a lo largo de toda la canción, con un tempo de 100 latidos por minuto. La instrumentación consiste en pulsaciones de "teclado, riffs de guitarra y un canto de fondo sin palabra", seguido de "tambores de doble seguimiento". Chase McMullen de Beats Per Minute describió la canción como "casi trip hop". Se abre con un riff que Lou Thomas, de BBC Music, comparó con la canción "Fot I Hose" de Casiokids, antes de que el ritmo derivara a algo lo suficientemente fuerte para englobarla dentro del dubstep. El periodista de PopMatters, Ben Schumer, dijo que "Intro" "casi podría pasar por la partitura a una escena en una película de James Bond [...] aunque, habría sido para alguna misión nocturna". También lo comparó con "Untitled", la canción del álbum debut de Interpol, Turn on the bright lights.

## Recepción
"Intro" fue bien recibido por la crítica. La periodista de Bustle Gabrielle Moss la llamó "gema del pop indie británico", y Chase McMullen de Beats per Minute la honró como "una apertura perfecta para la grandeza que es The xx". La crítica de The Observer, Sarah Boden, escribió que "a medida que el lánguido remolino de "Intro" se desvanece [...] en ti, inmediatamente sientes que estás escuchando algo seductoramente especial". Vadim Rizov de The AV Club la calificó de "minimalismo épico", mientras que Heather Phares de AllMusic opinó que era "lo suficientemente encantadora".

## Repercusión mediática
En 2010, Neil McCormick, periodista de The Daily Telegraph, dijo que "Intro" se había "convertido en un favorito de la televisión", y había ayudado a The xx a desarrollar suficiente presencia en los medios para obtener "más de medio millón de ventas en todo el mundo sin tener nada". La BBC lo utilizó como tema principal para el anuncio de las elecciones generales del Reino Unido de 2010. También se usó en un comercial protagonizado por el patinador de velocidad estadounidense Apolo Ohno para la compañía de telecomunicaciones AT&T. En el cine, "Intro" apareció en las películas It's Kind of a Funny Story (2010) y Proyect X, así como en la serie Person of Interest.
Rihanna, para el proceso de su canción "Drunk on Love", de su sexto álbum Talk That Talk, muestra la melodía de "Intro". Posteriormente, The xx consiguieron obtener los créditos de escritura para dicho disco.
La canción fue utilizada también como tema en algunas escenas del episodio 8 de la temporada 15 de la serie policíaca alemana Alerta Cobra.

## Créditos y personal
- Romy Madley Croft - guitarra
- Oliver Sim - bajo
- Jamie xx - mezclas, Akai MPC y producción
- Baria Qureshi - guitarra y teclados
- Rodaidh McDonald - ingeniero de sonido y mezclas
- Nilesh Patel - masterización

## Posición en listas
| Listas (2010-2013)            | Posición más alta |
| ----------------------------- | ----------------- |
| España (PROMUSICAE)           | 50                |
| Estados Unidos (Billboard)    | 32                |
| Francia (SNEP)                | 96                |
| Irlanda (Irish Singles Chart) | 62                |
| Italia (FIMI)                 | 59                |
| Reino Unido (Official Charts) | 129               |
| Reino Unido (UK Indie Chart)  | 11                |